# 2005 TN53
2005 TN53 — троянский астероид Нептуна на наклонной орбите. Диаметр объекта — 80 км. Впервые наблюдался 7 октября 2005 года американскими астрономами Скоттом Шеппардом и Чедом Трухильо в обсерватории Лас-Кампанас в пустыне Атакама, Чили. Это третий подобный открытый объект и первый с большим значением наклона, что показывает динамический нагрев системы астероидов.

## Орбита и классификация
Троянские астероиды Нептуна являются резонансными транснептуновыми объектами, находящимися в резонансе 1:1 с Нептуном. Большая полуось орбиты и период обращения почти такие же, как у Нептуна (30,10 а. e.; 164,8 лет).
2005 TN53 принадлежит группе астероидов близ точки Лагранжа L4, опережающих на 60° Нептун при движении по орбите. Астероид обращается вокруг Солнца по орбите с большой полуосью 30,014 а. е. на расстоянии 28,1-31,9 а. е. с периодом 164 года и 5 месяцев (60059 дней). Эксцентриситет орбиты равен 0,06, наклон орбиты относительно эклиптики равен 25°.

## Физические характеристики

### Диаметр
Оценки среднего диаметра 2005 TN53 на основе видимой звёздной величины 23,7 составляют 80 км. На основе формул перевода абсолютной звёздной величины к диаметру получена оценка диаметра 68 км при абсолютной звёздной величине 9,0 в предположении альбедо 0,10.

## Номер и название
Из-за высокой неопределённости орбиты астероиду не был присвоен номер. Если название будет присвоено, то, в соответствии с именованием открытых ранее объектов-троянцев Нептуна (см. (385571) Отрера, (385695) Клета), объект получит имя в честь персонажа, связанного с амазонками в греческой мифологии.